# Joachim Menant
Joachim Menant, född 16 april 1820 i Cherbourg, död 30 augusti 1899 i Paris, var en fransk assyriolog och jurist. 
Menant var ledamot av civildomstolen i åtskilliga städer och sedan 1878 vice president i Rouen. Han blev 1887 ledamot av Institut de France. Han inlade stora förtjänster om kilskriftsforskningen. Utöver nedanstående skrifter biträdde han sin lärare Julius Oppert med utgivandet av några inskriftssamlingar samt behandlade i Zoroastre (1844; andra upplagan 1857) fornpersernas religionsfilosofi.  Hans dotter Delphine Menant (född 1850) vann ett namn genom arbeten över parserna och de infödda i Indien.